# Nokian Tyres
Nokian Tyres é uma empresa fabricante de pneus da Finlândia fundada em 1988 e fabrica pneus para Carros, Caminhões, Bicicletas e etc, é a maior fabricante de pneus dos países nórdicos.

## História
A história da empresa remonta a uma fábrica de celulose de madeira moída estabelecida em 1865. A produção de pneus para automóveis começou em 1932 pela Suomen Gummitehdas Oy (Finnish Rubber Works Ltd). Em 1967 a Finnish Rubber Works, a Kaapelitehdas que fabricava fios e cabos e a companhia de energia e industria florestal Nokia Aktiebolag se fundiram para formar a Nokia Corporation; A Nokian Tires Limited foi fundada em 1988 como uma joint venture separada do conglomerado quando a Nokia Corporation começou a se concentrar inteiramente no negócio de comunicações móveis. Nokian é "Nokia" no genitivo , portanto, Nokian renkaat significa "Pneus da Nokia". A empresa japonesa de pneus Bridgestone comprou uma participação de 18,9% da Nokian Tyres em fevereiro de 2003 por 73,2 milhões de dólares,em dezembro de 2019, a Bridgestone reduziu a sua participação na empresa para apenas 3%, a venda das ações rendeu 269,8 milhões de dólares a companhia japonesa.
A empresa começou a ser cotada na Bolsa de valores de Helsinque em 1995,no mesmo ano se separa de vez da Nokia e vira uma empresa independente.
O inicio da Invasão da Ucrânia pela Rússia em fevereiro de 2022 afetou fortemente os resultados da empresa em 2022, já que 80% dos pneus para carros de passeio produzidos pela Nokian eram fabricados na Rússia, nos 9 primeiros meses de 2022, ela teve um prejuízo total de 102,7 milhões de euros, no final de outubro de 2022 as operações em território Russo foram vendidas para a Tatneft por cerca de 400 milhões de euros, poucos dias depois a Nokian Tyres anunciou que iria construir uma fabrica e um centro de armazenamento e distribuição de pneus na Romênia, o investimento total gira em cerca de 650 milhões de euros.

## Produtos
- Pneus para carros de passageiro
  - Pneus de verão[13]
  - Pneus de inverno[14]
  - Pneus para todas as estações[15]

- Pneus para SUVs ou 4x4
  - Pneus de verão[16]
  - Pneus de inverno[17]

- Pneus de inverno para Vans[18]

- Pneus para veículos industriais e de serviços[19]